# Arturo Ruiz García
Arturo Ruiz García (Granada, 5 de diciembre de 1957-Madrid, 23 de enero de 1977) fue un estudiante y militante de izquierdas español, asesinado por un ultraderechista durante una manifestación pro-amnistía el 23 de enero de 1977.

## Biografía

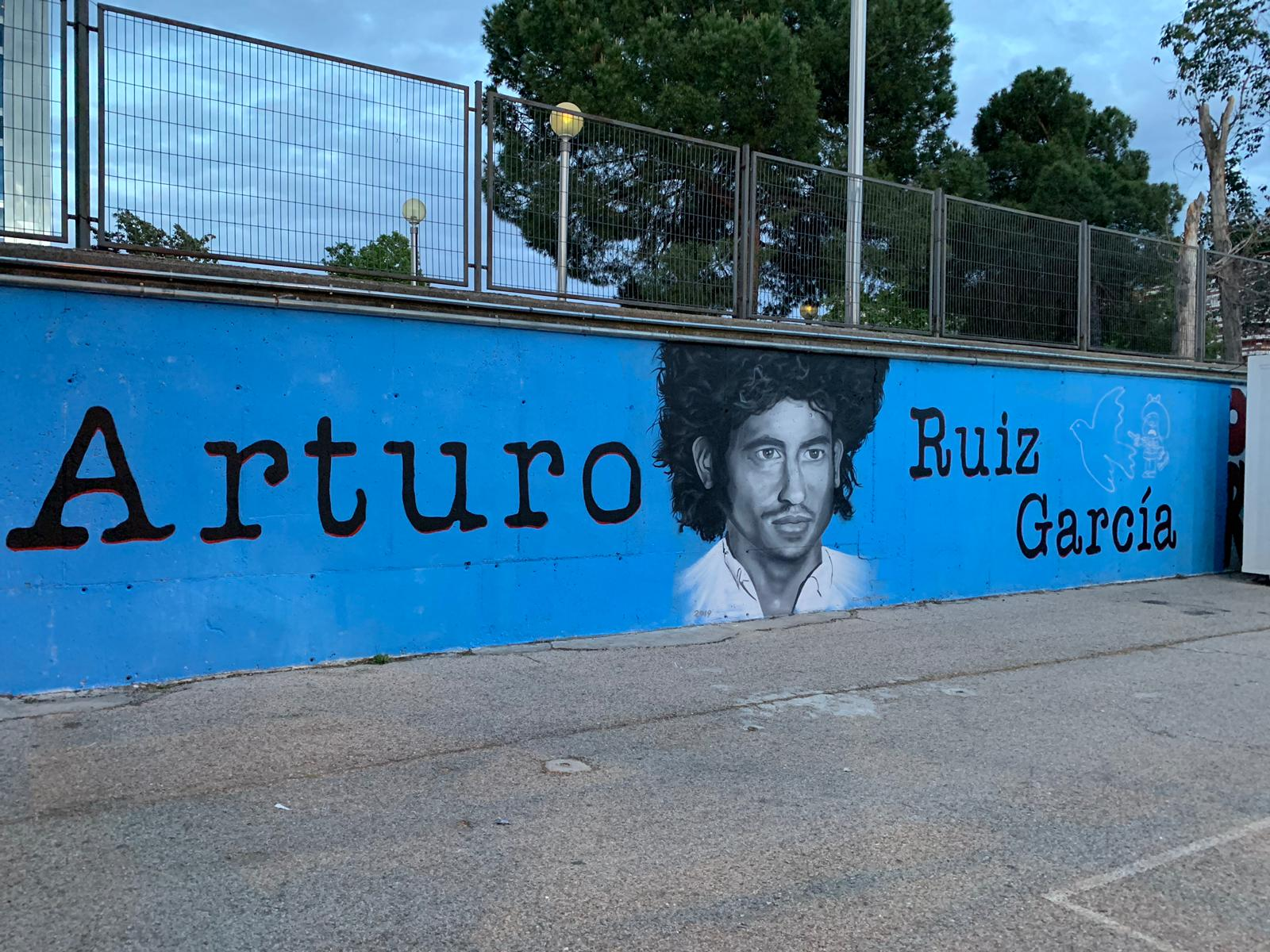
Mural en homenaje a Arturo Ruiz en la Instalación deportiva Arturo Ruiz en el distrito del Fuencarral-El Pardo

Sus padres eran Eduardo Ruiz, natural de Bédar (provincia de Almería) y Elvira García, nacida en Cortes y Graena, provincia de Granada. Los padres de Arturo tuvieron seis hijos y dos hijas, siendo Arturo el más joven de los varones.
Arturo cursó la Educación primaria en la Escuela de Darro, municipio de la provincia de Granada, y secundaria en el Instituto de Churriana de la Vega, de la misma provincia. El trabajo funcionarial de Eduardo obligó a toda la familia a tener que cambiar de domicilio en varias ocasiones.
Se trasladó a Madrid con sus padres a los 15 años debido al nuevo trabajo de su padre y cursó allí el bachillerato en el Colegio de Nuestra Señora del Recuerdo. Durante su estancia en Madrid desempeñó además, algunos trabajos de forma esporádica en la construcción.
Era un gran deportista, estando federado en montaña en Granada en el Club Juveman de Montaña y en el Club Alpino “La Maliciosa” en Madrid. 
Arturo ya había mostrado su implicación con la política desde su juventud más precoz. Realizó algunas acciones con la Joven Guardia Roja de España, organización juvenil del Partido del Trabajo de España.
Con la llegada de la Transición, se afilió a las Comisiones Obreras, en las que militaría hasta su asesinato.

## La lucha pro-Amnistía
La petición de Amnistía para los presos políticos se convirtió en una de las reivindicaciones fundamentales de los movimientos democráticos en España cuando el franquismo llegaba a su final. El concepto de Amnistía estaba vinculado a las peticiones no solo de democracia, sino también a las reivindicaciones sindicales, siendo indivisible de las mismas. No era posible la reconciliación sin la amnistía Entre 1975 y 1977 se liberaron cerca de 120.000 reclusos por excarcelaciones, indultos y amnistías. Se considera que los presos políticos en el momento eran, aproximadamente, 11.200.

#### Primer indulto
La muerte del general Franco en noviembre y la reinstauración de la monarquía en la persona de Juan Carlos I se consideró el acontecimiento propicio para la concesión de una amplia amnistía que afectó a 12.000 personas, de las cuales 700 eran presos políticos.

#### Primera amnistía
El 30 de julio de 1976 se proclama la Primera Amnistía por el Real Decreto-Ley 10/1976: se permitió la salida de 287 presos con una limitación: que no hubieran puesto en peligro o lesionado la vida o la integridad física de las personas. Sin embargo, se seguía basando en las sentencias de un tribunal franquista y cuyas defensas eran puestas en duda o sin posibilidad de responder ante el juez.

#### Primera semana pro-Amnistía
(En el conjunto de España. En el País Vasco se considera la primera, la que se celebró entre el 26 de febrero y el 6 de marzo de 1977).
4-11 de julio de 1976: se desarrolló con carácter nacional tras la convocatoria de los organismos unitarios de la oposición democrática. En esos siete días, se sucedieron actos y manifestaciones, autorizados o no, en los puntos más diversos de España: Valencia (más de cien mil manifestantes), Éibar, Madrid, Barcelona, Santander, Málaga, Las Palmas de Gran Canaria, Bilbao (ciento cincuenta mil manifestantes), Granada, Santa Cruz de Tenerife, La Coruña, Gijón, Lugo, Guadalajara, Sabadell, Sevilla, Valladolid, Badajoz y Santurce en donde hubo una víctima a la salida de un acto pro-amnistía. Dentro de esta misma semana, la policía impide el comienzo de la Marxa de la Llibertat en Cataluña, uno de cuyos objetivos era precisamente la petición de amnistía.

#### Ampliación de la amnistía e indulto general
El 14 de marzo se dieron a conocer el Real Decreto-ley 19/1977 sobre medidas de gracia y el Real Decreto 388/1977 sobre indulto general. El primero es una ampliación de la anterior amnistía, eliminando “siempre que no ponga en peligro” por considerarlo discriminatorio. El indulto general rebajó todas las condenas en 12 años, y cuyos delitos fueran previos al 15 de diciembre de 1976. Fueron indultadas 3905 personas. 
Fue la liberación de solo algunos presos políticos, quedando todos los condenados a muerte en el proceso de Burgos y otros de procesos sumarísimos como los condenados del 27 de septiembre de 1975.

#### Segunda semana pro-Amnistía
Entre el 8 de mayo de 1977 y el 16 se produjeron grandes manifestaciones en Villafranca de Ordice, en Rentería, en Bedia, Tolosa, Madrid, Valladolid, Salamanca, Barcelona y Zaragoza y otras en Bilbao, Alonsótegui, Miravalles, San Sebastián, Deva, Vera de Bidasoa, Ortuella, Pamplona, Alzate, Alsasua, Lecumberri, Baracaldo. 
Hubo muertos en Pamplona, otro en Ortuella, dos heridos en Tolosa, altercados graves en varias localidades y heridos de bala en Baracaldo.
Además, se hizo referencias en los mítines de PSOE, ANV, PNV y UGT en los que se leyó un comunicado, al igual que en las Asambleas Públicas que se celebraron. 
El 12 de noviembre se convocó una huelga general. Además hubo encierros en Madrid, Barcelona, Valladolid, Salamanca, Zaragoza y Santiago de Compostela. 
En el País Vasco hubo otras dos semanas pro-amnistía, una en junio y otra entre septiembre y octubre de 1977.

##### Ley de amnistía: Ley 46/1977
Con la promulgación de la Ley de Amnistía el 15 de octubre de 1977, solamente salieron 89 presos políticos en las cárceles españolas. Algunos, incluso, no estaban prisioneros a falta de juicio. Sin embargo, ha sido tildada de ley de punto final porque se perdonan los crímenes de Estado del franquismo y de la transición.
En la actualidad, debido a la Ley de Amnistía, los crímenes de lesa humanidad cometidos durante el franquismo permanecen sin juzgar.

## Los sucesos del 23 de enero de 1977
La mañana del día 23 de enero del año 1977 se encontraba concentrado un grupo de activistas entre la calle de la Estrella con la calle de Silva que asistían a la manifestación pro-amnistía convocada en la Gran Vía de Madrid. El Gobierno Civil de Madrid había desautorizado la manifestación debido a la posibilidad de violencia. Sobre las 12:24 horas Arturo Ruiz García llegaba a ese grupo de personas.
Como era habitual, grupos ultraderechistas se encontraban rondando la zona de la manifestación con el objetivo de amenazar y causar miedo a los participantes. Grupos como Fuerza Nueva o la Triple A, algunos de ellos ligados a la Dirección General de Seguridad (DGS) o a las Fuerzas y Cuerpos de Seguridad del Estado solían ir a este tipo de manifestaciones pro-amnistía armados. 
En este caso, algunos fascistas reconocidos se encontraban por la zona, entre ellos Jorge Cesarsky Goldstein y José Ignacio Fernández Guaza. El primero era un ciudadano argentino, agente de seguros, de 50 años de edad, ligado a la Dirección General de Seguridad. Se trataba de una persona "reconocida" en los círculos de la ultraderecha española y muy ligado a Fuerza Nueva. El segundo, de 29 años, también ligado a miembros de las Fuerzas y Cuerpos de Seguridad del Estado, concretamente a la Guardia Civil, pertenecía al entorno ultraderechista, en particular a los Guerrilleros de Cristo Rey. En este caso, decía trabajar para los servicios de información de dicho cuerpo, según manifestó en las declaraciones testificales que constan en las actuaciones doña María del Carmen Chacón Poveda, pareja del mismo. Ambos iban armados con pistolas el día de la manifestación.
En un momento determinado, alguno de los manifestantes dijo que había miembros de la organización ultraderechista Guerrilleros de Cristo Rey y, al escuchar esto, Fernández Guaza se adelantó hacia los manifestantes al mismo tiempo que profería varios insultos contra ellos y los amenazaba con un guantelete que portaba, gritando que iba armado con una pistola y haciendo ademán de sacarla.
Al ver lo relatado, Arturo Ruiz García, desprovisto de cualquier tipo de arma, se puso al frente de los manifestantes y reprochó a Fernández Guaza su actitud, diciéndole que si no hubiera llevado una pistola no hubiera proferido las mencionadas amenazas. En ese momento, Fernández Guaza retrocedió para encontrarse junto a Cesarsky, y le pidió a este que sacara la pistola que llevaba. Cesarsky sacó la pistola con el objetivo de matar a los manifestantes que ante él se encontraban y disparó contra los mismos, que huyeron por la calle de la Estrella para no ser alcanzados. A continuación, según la versión Fernández Guaza, le pidió el arma a Cesarsky y él se la dio, o bien le arrebató el arma. Acto seguido, Fernández Guaza efectuó dos disparos contra Arturo Ruiz García, alcanzándolo uno de ellos de lleno y provocándole la muerte de forma instantánea.

## Entierro
Por deseo expreso de la familia, el entierro se produjo en total intimidad en el cementerio de Fuencarral y no se celebró la misa por el alma del difunto, aunque el párroco local rezó un responso ante cientos de jóvenes.

## Consecuencias
El asesinato de Arturo Ruiz dio comienzo a una serie de incidentes violentos que serían conocidos como la semana trágica o semana negra de Madrid. Al día siguiente, en una manifestación de protesta por el asesinato de Arturo Ruiz, murió Mari Luz Nájera por el impacto de un bote de humo en la cabeza. Unas horas después, un comando ultraderechista irrumpió en un despacho de abogados laboralistas y mató a cinco personas en lo que se conoce como la matanza de Atocha de 1977.
Cesarsky fue detenido y condenado a seis años de prisión, aunque solo cumplió, según la versión, 10 meses o poco más de un año, gracias a la Ley de Amnistía. Guaza huyó al extranjero y se le perdió la pista.

## Homenajes
El 18 de mayo de 2019, por propuesta del grupo municipal de Ahora Madrid, el distrito madrileño de Fuencarral-El Pardo añadió el nombre de Arturo Ruiz García a la Instalación Deportiva Básica Isla de Tabarca.

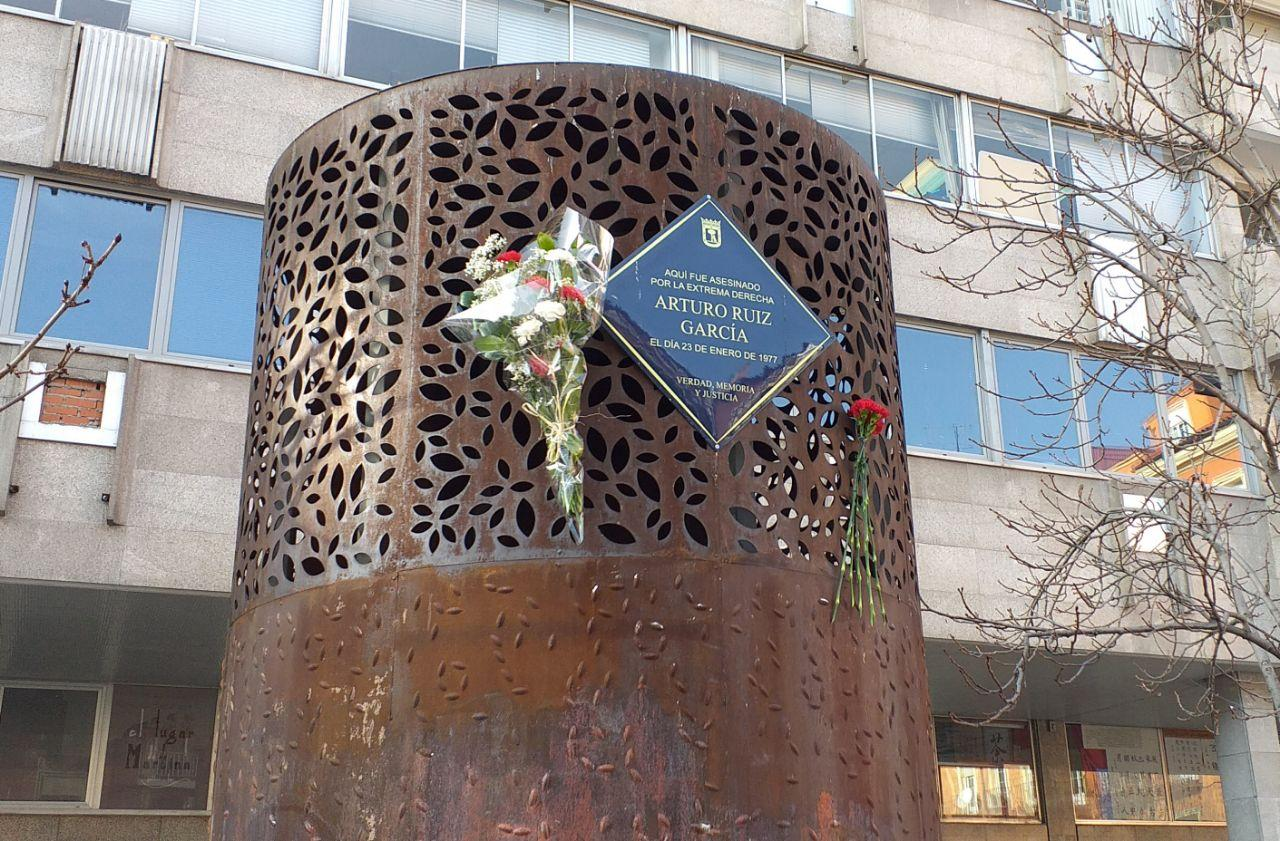
Homenaje a Arturo Ruiz. 23 de enero de 2020

El 14 de junio de 2019, el Ayuntamiento de Madrid le rindió homenaje con la instalación de una placa en la conocida popularmente como plaza de la Luna.
El 23 de enero de 2020, se realizó un homenaje en la misma plaza de la Luna, en el 42º aniversario de su asesinato. El día anterior se celebró un acto- homenaje a las víctimas de la Semana Negra: Mari Luz Nájera, los Abogados de Atocha y el propio Arturo Ruiz en el Teatro del Barrio. Fue el primer acto al que acudió Pablo Iglesias Turrión como vicepresidente segundo del Gobierno de España.
El 23 de enero de 2024, se estrenó en la sala Palacio de la Prensa de Madrid, el documental Las armas no borrarán tu sonrisa, dirigido por Adolfo Dufour, impulsado por Manuel Ruiz, hermano de Arturo, y producido por el Colectivo Los Olvidados de la Transición (COT) y Atrapasueños Cinema. El documental, cuyo objetivo es dar a conocer algunos de los crímenes que tuvieron lugar durante la Transición y evitar que las víctimas caigan en el olvido, recoge los testimonios en primera persona de familiares y damnificados, entre ellos el del propio Manuel Ruiz.

## Querella en Argentina
El día 27 de febrero del año 2015, uno de los hermanos de Arturo, Manuel, hizo entrega al abogado Carlos Slepoy de la denuncia contra el exministro Rodolfo Martín Villa como responsable de los hechos ocurridos el 23 de enero del año 1977, ya que era Ministro de Gobernación y por lo tanto en aquel momento, responsable de las fuerzas de orden público.
Se sumaba así a la llamada querella argentina contra los crímenes del franquismo, caso abierto en el Juzgado Criminal y Correccional Federal número 1 de Buenos Aires, cuya titular es la Jueza María Servini de Cubria.
Existen indicios razonables de que detrás de los autores del asesinato de Arturo estaban las fuerzas de orden público dando ayuda y apoyando la huida de los asesinos. 
El 6 de junio de 2019 la fiscalía del Juzgado 1 de Buenos Aires, a instancias de la jueza, tomó declaración a Manuel en nombre de su hermano.
La jueza ha solicitado la toma de declaración a Martín Villa en el Consulado Argentino en Madrid, algo con lo que el exministro está de acuerdo. Se ha pedido al Gobierno de España, dirigido por Pedro Sánchez, una autorización explícita para poder llevar a cabo la mencionada toma de declaración. 
Con motivo de la pandemia de COVID-19 el procedimiento judicial ha quedado en una situación de bloqueo.
En 2023, los periodistas José María Irujo y Joaquín Gil del diario El País localizaron en Argentina a José Ignacio Fernández Guaza, autor material de la muerte de Ruiz, según admitió él mismo, que ha vivido durante 46 años con identidad falsa. No será juzgado por el asesinato porque el caso prescribió en el año 2000 al desconocerse su paradero.
En noviembre de 2024, la familia de Arturo Ruiz pidió la desclasificación de los documentos del asesinato de Arturo Ruiz alegando que querían "saber la verdad":

Queremos saber quién pagó a este señor para que se dedicara a ir pegando tiros a militantes de izquierdas; quién le ayudó a huir, porque sabemos que fue gracias a la Guardia Civil; quién le ha protegido tantos años; de dónde salieron esas armas compradas por el Estado español; y sobre todo queremos saber qué ocurrió y por qué el Estado se niega a reabrir el caso

Miguel Ángel Ruiz, hermano de Arturo, presentó un escrito en la Secretaría de Estado de Seguridad, en el Ministerio del Interior, para requerir la desclasificación de toda la documentación que obrara en su poder sobre el asesinato, basándose en el "ejercicio del derecho a la verdad que reconoce a las víctimas del franquismo y la transición la Ley de Memoria Democrática".